# Cryptopygus patagonicus
Cryptopygus patagonicus är en urinsektsart som beskrevs av Izarra 1972. Cryptopygus patagonicus ingår i släktet Cryptopygus och familjen Isotomidae. Inga underarter finns listade i Catalogue of Life.